# Anđeoska truba
Anđeoska truba (brugmansija, lat. Brugmansia), rod dvosupnica iz porodice pomoćnica (krumpirovki). Pripada mu oko deset vrsta poluzimzelenih ili zimzelenih grmova i manjeg drveća u Andama i tropskim područjima Južne Amerike. 
Sve ove vrste su otrovne, a američki Indijanci koristili su ih u svojim šamanskim obredima i ritualima, te u liječenjima.
. Bliske su rodu kužnjak (Datura), a sadrže skopolamin i hiosciamin.

## Vrste
1. Brugmansia arborea (L.) Sweet
2. Brugmansia aurea Lagerh., zlatna anđeoska truba
3. Brugmansia × candida Pers.
4. Brugmansia ceratocaula (Jacq.) Court ex Gaede
5. Brugmansia cubensis (V.R. Fuentes) V.R. Fuentes Fiallo
6. Brugmansia flava Herklotz ex U. Preissel & H.G. Preissel
7. Brugmansia insignis (Barb.Rodr.) Lockwood ex R.E.Schult.
8. Brugmansia longifolia Lagerh.
9. Brugmansia × rubella (Soff.) Moldenke
10. Brugmansia sanguinea (Ruiz & Pav.) D.Don
11. Brugmansia suaveolens (Humb. & Bonpl. ex Willd.) Sweet
12. Brugmansia versicolor Lagerh.
13. Brugmansia vulcanicola (A.S.Barclay) R.E.Schult.